# Доберлуг-Кірхгайн
Доберлуг-Кірхгайн (нім. Doberlug-Kirchhain) — місто в Німеччині, розташоване в землі Бранденбург. Входить до складу району Ельба-Ельстер.
Площа — 148,93 км2. Населення становить 8686 ос. (станом на 31 грудня 2020).

## Демографія
- Динаміка населення з 1875 року в сучасних кордонах (Синя лінія: населення; Пунктир: відносна порівняльна динаміка населення землі Бранденбург; Сірий фон: період Третього рейху; Помаранчевий фон: період НДР)
- Динаміка населення (синя лінія) і прогнози

| Рік  | Населення |
| ---- | --------- |
| 1875 | 9 024     |
| 1890 | 10 082    |
| 1910 | 11 320    |
| 1925 | 11 386    |
| 1933 | 12 007    |
| 1939 | 12 209    |
| 1946 | 16 328    |
| 1950 | 16 198    |
| 1964 | 13 457    |
| 1971 | 13 395    |

| Рік  | Населення |
| ---- | --------- |
| 1981 | 12 560    |
| 1985 | 12 527    |
| 1989 | 12 086    |
| 1990 | 11 996    |
| 1991 | 11 752    |
| 1992 | 11 628    |
| 1993 | 11 477    |
| 1994 | 11 259    |
| 1995 | 11 209    |
| 1996 | 11 135    |

| Рік  | Населення |
| ---- | --------- |
| 1997 | 11 095    |
| 1998 | 11 130    |
| 1999 | 11 013    |
| 2000 | 10 936    |
| 2001 | 10 705    |
| 2002 | 10 494    |
| 2003 | 10 323    |
| 2004 | 10 137    |
| 2005 | 9 890     |
| 2006 | 9 764     |

| Рік  | Населення |
| ---- | --------- |
| 2007 | 9 530     |
| 2008 | 9 342     |
| 2009 | 9 225     |
| 2010 | 9 083     |
| 2011 | 8 982     |
| 2012 | 8 875     |
| 2013 | 8 759     |
| 2014 | 8 625     |
| 2015 | 8 746     |
| 2016 | 9 179     |

| Рік  | Населення |
| ---- | --------- |
| 2017 | 9 033     |
| 2018 | 9 062     |
| 2019 | 8 920     |
| 2020 | 8 686     |

Джерела даних вказані на Wikimedia Commons.

## Галерея

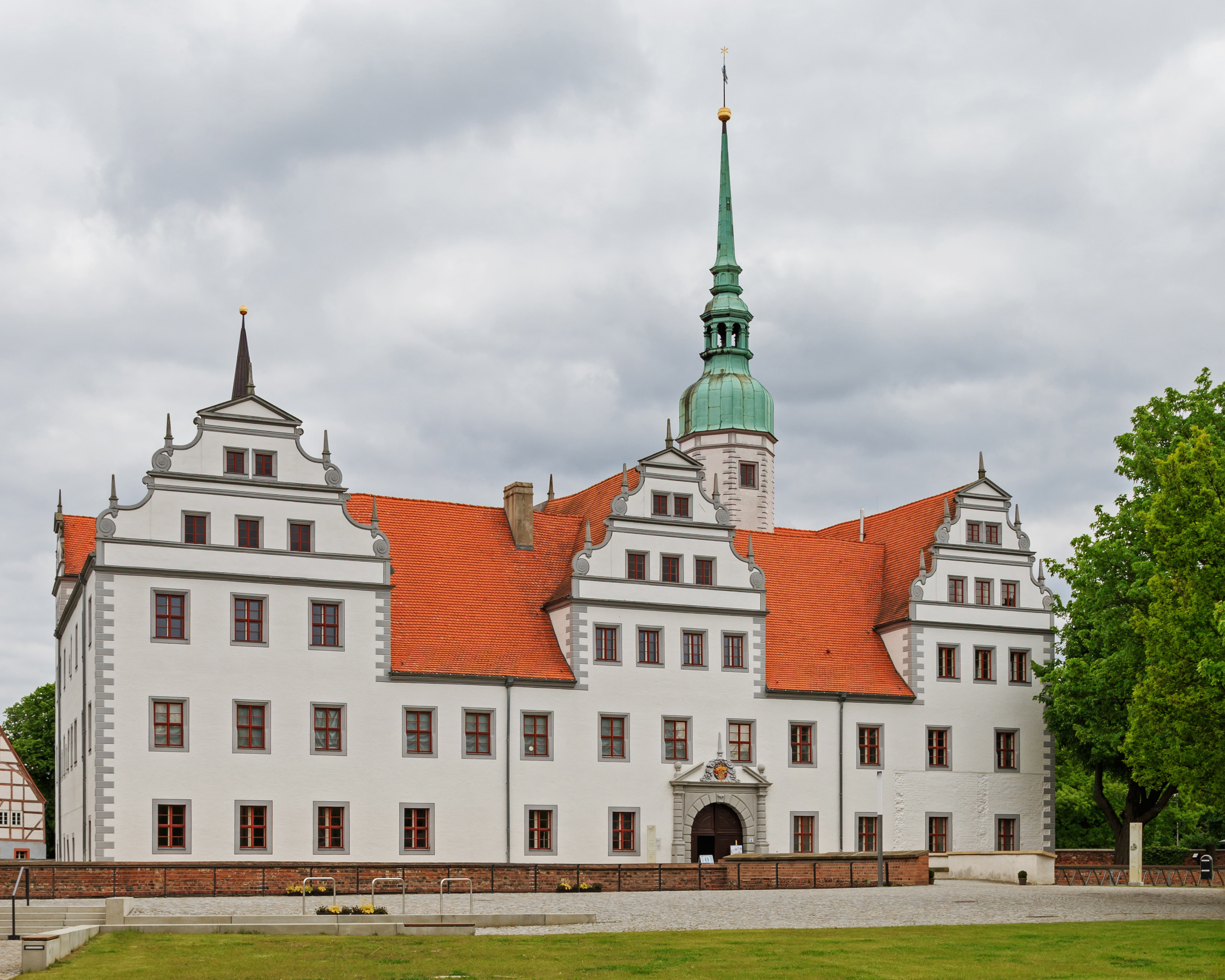
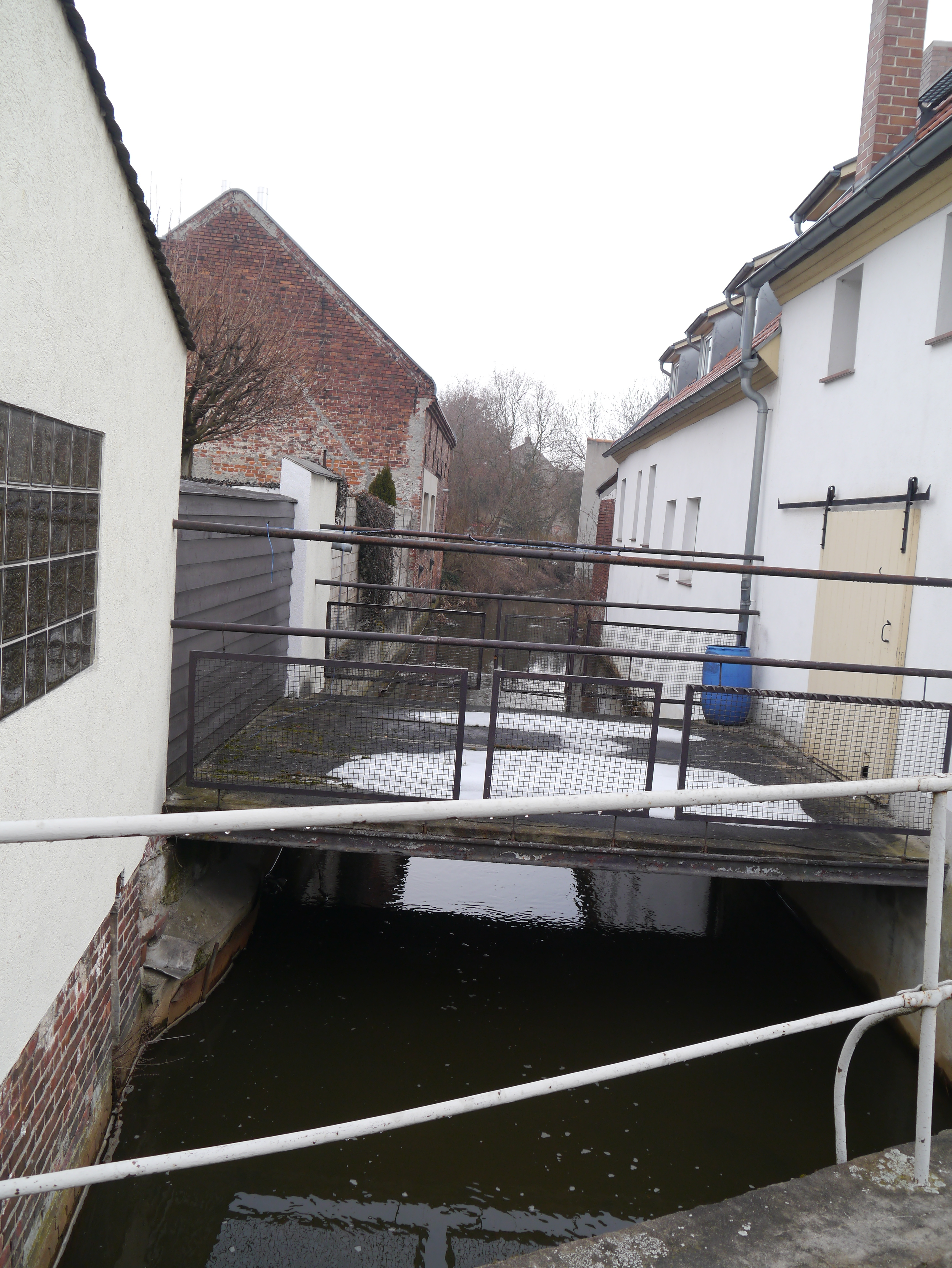
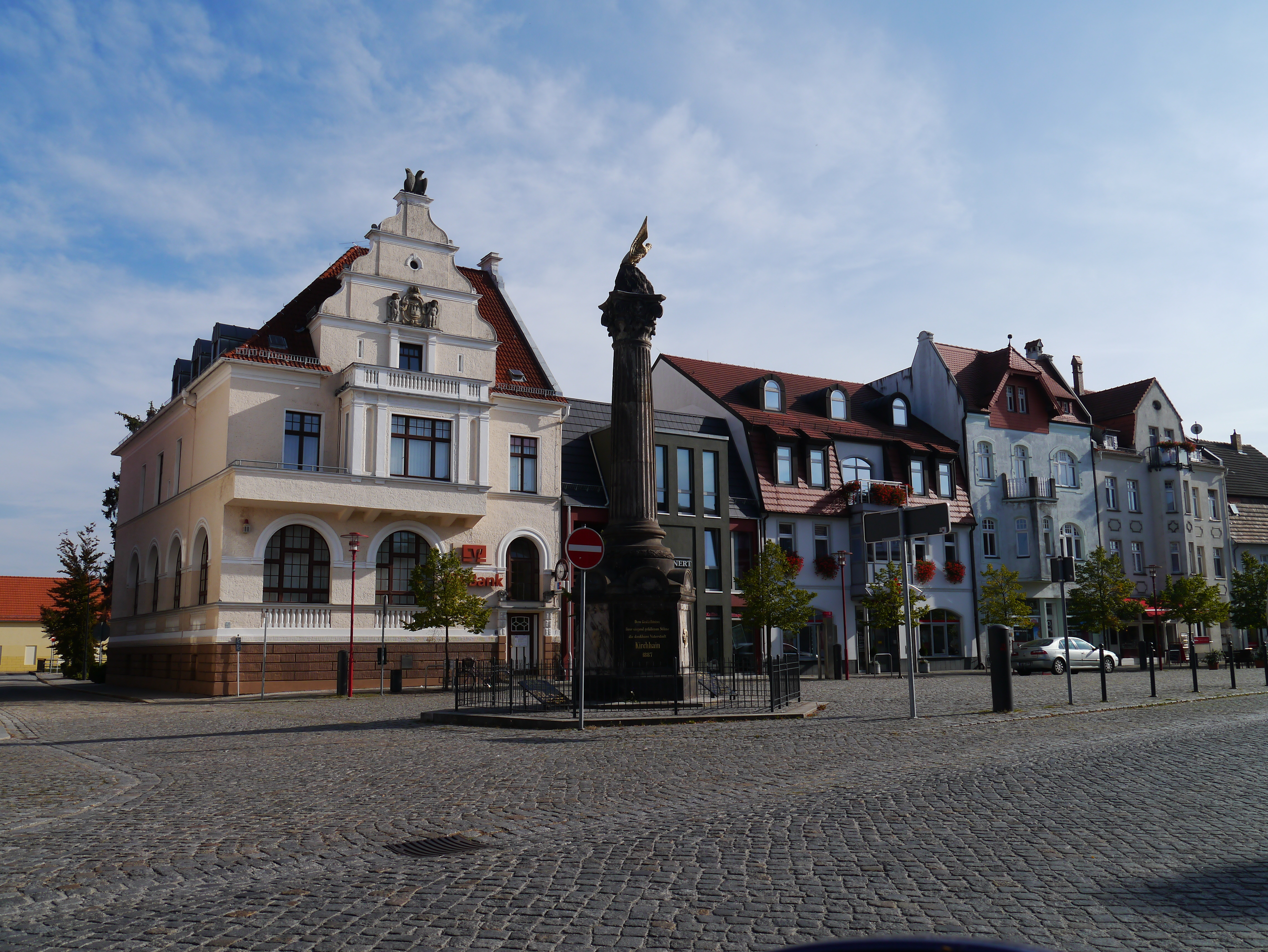
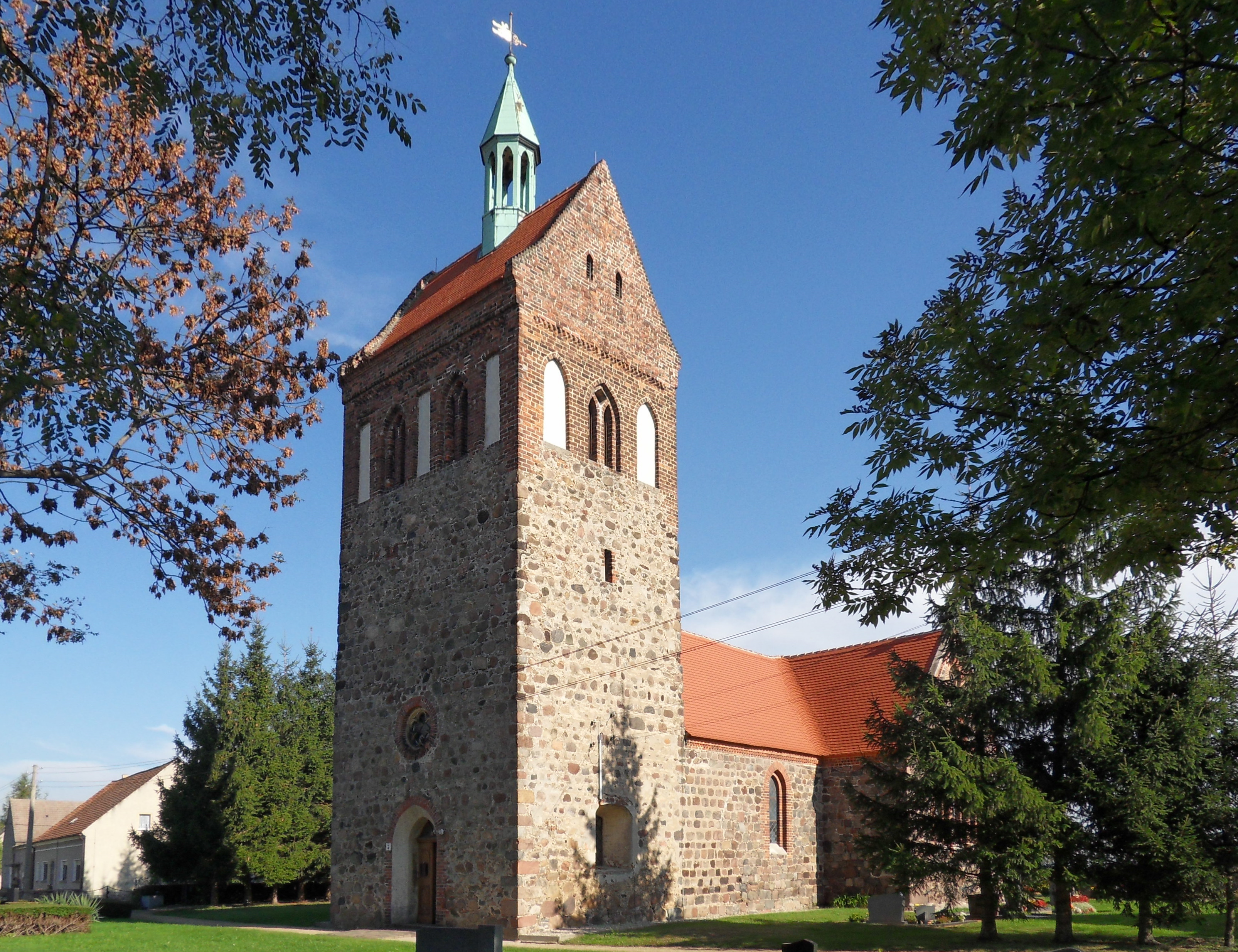
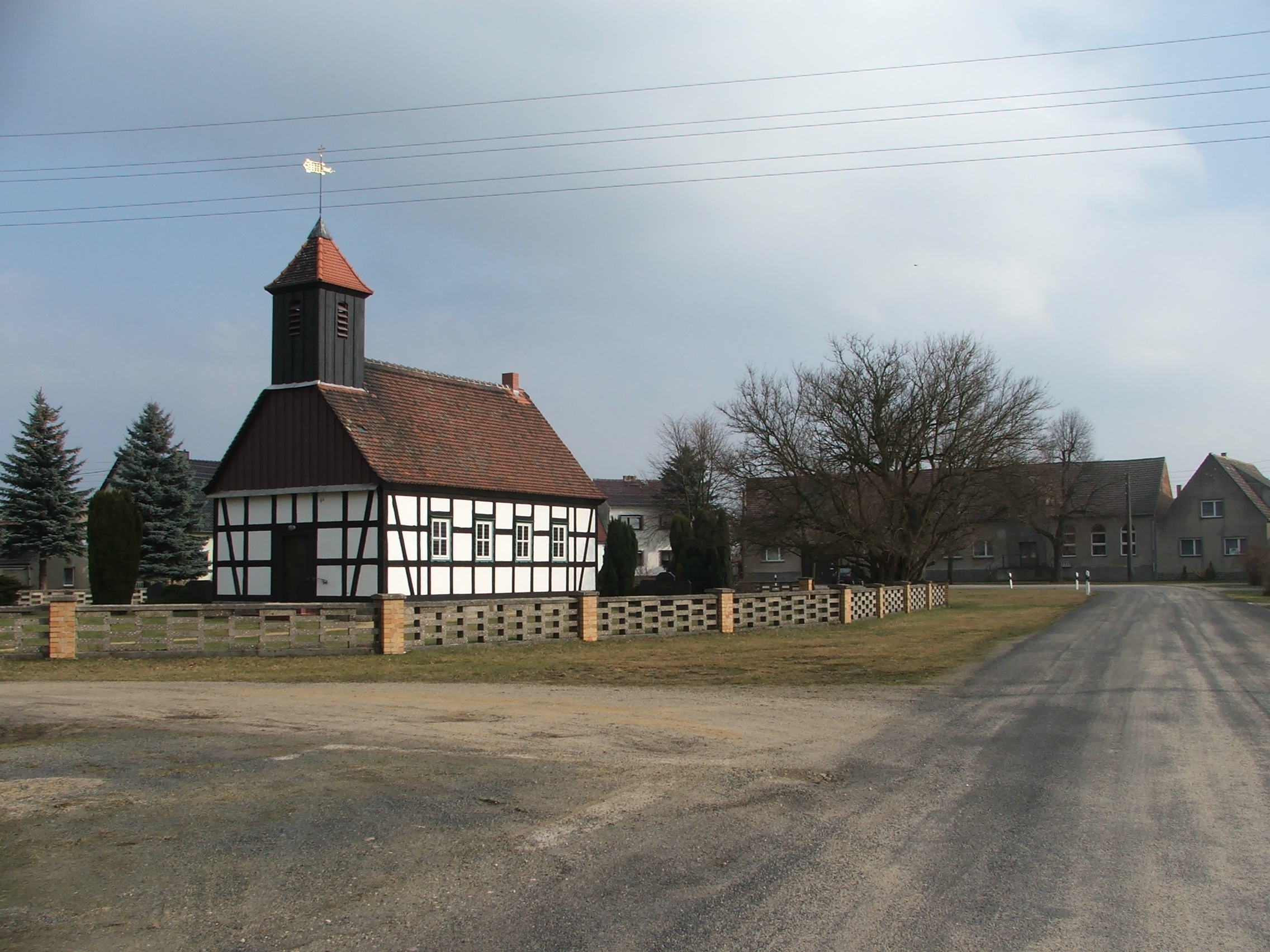
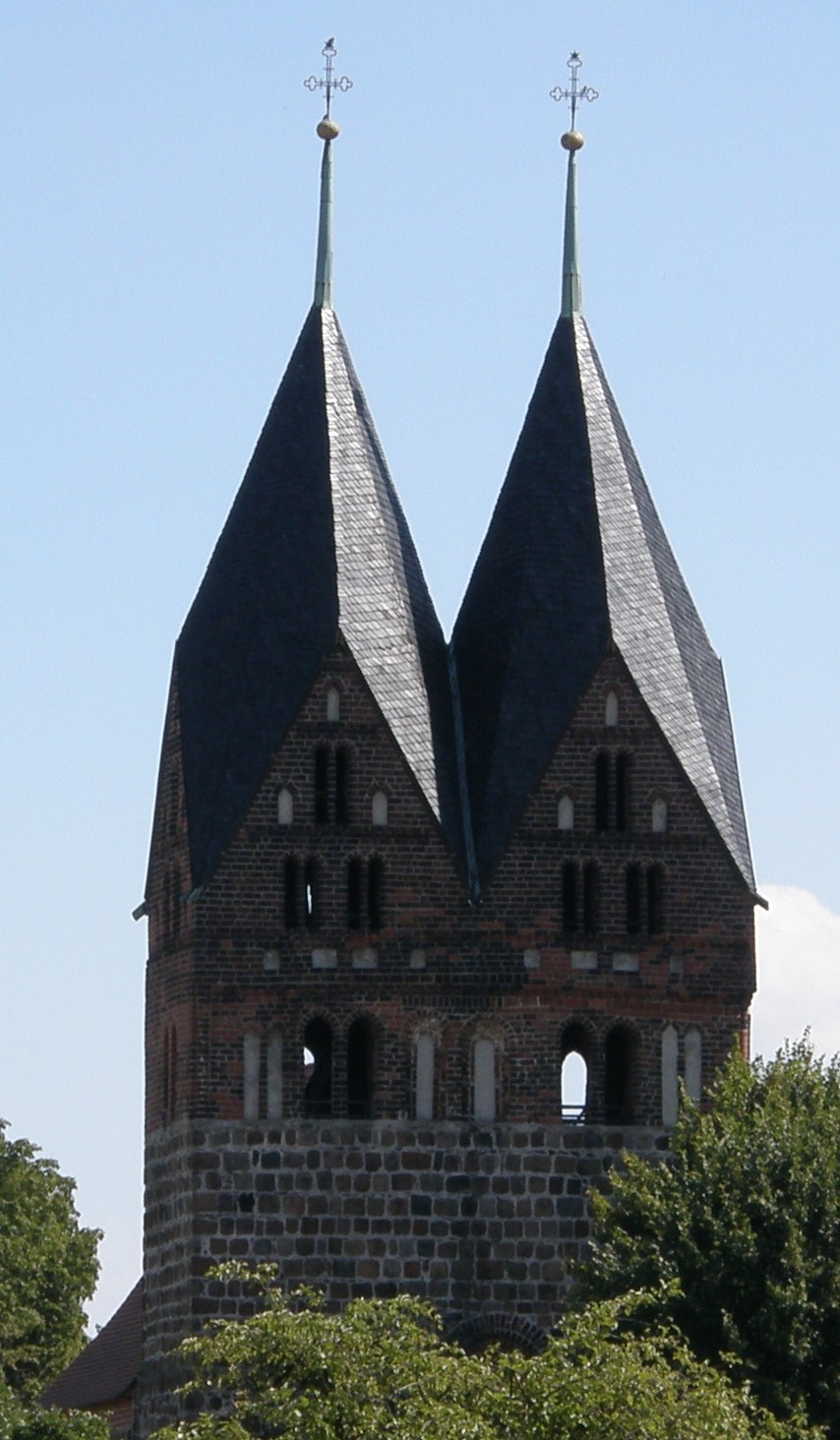

## Відомі особистості
В поселенні народився:
- Карл Густав фон Бернек (1803—1871) — німецький письменник.